# Siegfried Brugger

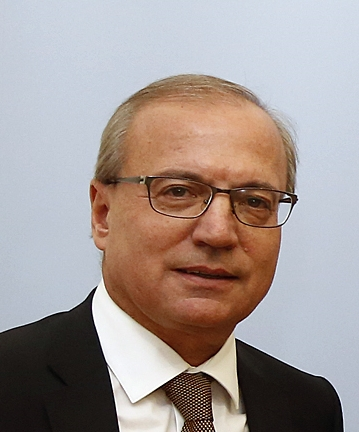
Siegfried Brugger

Siegfried Brugger (* 22. Mai 1953 in Trient) ist ein italienischer Rechtsanwalt und Politiker aus Südtirol.

## Leben
Der Sohn des Südtiroler Politikers Peter Brugger studierte Rechtswissenschaften an den Universitäten Innsbruck, Padua und Rom (laurea in giurisprudenza) und ist seit 1979 als Rechtsanwalt in Bozen tätig. Von 1979 bis 1982 war er Landesjugendreferent in der SVP, von 1985 bis 1988 Gemeinderat in Bozen sowie dortiger Sprecher der SVP-Fraktion. Von 1988 bis 1994 hatte er als Abgeordneter ein Mandat im Südtiroler Landtag und damit gleichzeitig im Regionalrat Trentino-Südtirol inne.
Vom 21. November 1992, als er Roland Riz in dieser Funktion beerbte, bis zur 51. Landesversammlung im April 2004 war Brugger SVP-Obmann.
Bei den Parlamentswahlen vom März 1994 wurde Brugger im Einerwahlkreis Eppan in die italienische Abgeordnetenkammer gewählt und bei den Parlamentswahlen vom April 1996 und vom Mai 2001 jeweils bestätigt. Bei den Parlamentswahlen vom April 2006 und April 2008 gelang ihm die Wiederwahl im Mehrpersonenwahlkreis Trentino-Südtirol. Während seiner Zeit als Mandatar war er u. a. Mitglied der 6er- und 12er-Kommission für die lange verhandelten Durchführungsbestimmungen zur Autonomie Südtirols und ab 1996 im Landwirtschaftsausschuss. Seit 2006 war er in der Kammer Präsident der Gemischten Fraktion und Mitglied der Kommission für Wirtschaftsangelegenheiten.
Bei den Parlamentswahlen 2013 konnte Brugger aufgrund der SVP-internen Mandatszeitbeschränkung nicht mehr für die Abgeordnetenkammer antreten und schied in der Folge aus der aktiven Politik aus.

## Privates
Siegfried Brugger ist verheiratet mit Utta Steinkeller und hat drei Kinder.

## Auszeichnungen
- 1996: Großes Goldenes Ehrenzeichen mit dem Stern für Verdienste um die Republik Österreich[2]